# Maria Gabriela de Bavaria
Ducesa Maria Gabriela de Bavaria (în germană Marie Gabriele Mathilde Isabelle Therese Antoinette Sabine Herzogin in Bayern; n. 9 octombrie 1878, Tegernsee, Regatul Bavariei, Germania – d. 24 octombrie 1912, Sorrento, Campania, Italia) a fost Prințesă a Bavariei prin căsătoria cu Rupert, Prinț Moștenitor al Bavariei.

## Biografie

### Familie
Părinții ei au fost Karl Theodor, Duce de Bavaria, rudă a regelui Bavariei și oftalmolog de renume mondial și cea de-a doua soție a sa, Infanta Maria Josepha a Portugaliei, fiica regelui Miguel I al Portugaliei, monarhul exilat al Portugaliei. Mătușa paternă a fost împărăteasa Elisabeta de Austria (Sissi); una dintre surorile ei a fost regina Elisabeta a Belgiei, soția regelui Albert I.

### Căsătorie

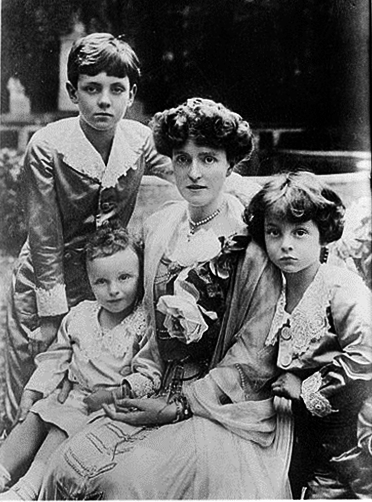
Prințesa Moștenitoare a Bavariei împreună cu cei trei fiii ai ei, Luitpold, Albrecht și Rudolf, ca. 1912.

La 10 iulie 1900, la München, Maria Gabriela s-a căsătorit cu vărul ei de-al doilea, Prințul Rupert al Bavariei. A fost fiul cel mare al Prințului Ludwig de Bavaria (mai târziu Prinț Regent și Rege al Bavariei) și a Mariei Theresia de Austria-Este. La căsătorie a participat și Prințul Joachim al Prusiei, care l-a reprezentta pe tatăl său, împăratul Wilhelm al II-lea. După căsătorie, cuplul s-a stabilit la Bamberg, Bavaria, unde Rupert era șeful unui corp de armată. Primii lor doi copii s-au născut acolo.
Cuplul a călătorit foarte mult. De exemplu, au călătorit în Japonia și s-au întors prin Statelor Unite în 1903.. Călătoria în Japonia a fost una științifică iar cei doi au fost însoțiți de un renumit profesor de la Universitatea din München. Maria Gabriela a scris acasă cu entuziasm despre călătoria lor. La fel ca părinții ei, ea a fost mare iubitoare de știință și natură, precum și poezie și muzică.
În timp ce erau în Japonia, Maria Gabriela s-a îmbolnăvit grav. După întoarcerea în Bavaria, ea a suferit o intervenție chirurgicală pentru apendicită după care s-a recuperat complet.

### Prințesă de Bavaria
Bunicul lui Rupert, Luitpold, a devenit de facto conducător al Bavariei când atât regele Ludwig al II-lea al Bavariei cât și succesorul său Otto, au fost declarați nebuni în 1886. Constituția Bavariei a fost modificată la 4 noiembrie 1913 pentru a include o clauză care precizează că, dacă o regență din motive de incapacitate durează cel puțin zece ani, cu nici o speranță că regele ar fi vreodată în stare să domnească, Regentul ar putea proclama sfârșitul regenței și să își asume coroana. 
În ziua următoare, regele Otto I de Bavaria a fost detronat de către tatăl lui Rupert, Prințul Regent Ludwig, care a preluat apoi titlul de regele Ludwig al III-lea. Parlamentul a aprobat la 6 noiembrie și Ludwig al III-lea a depus jurământul constituțional la 8 noiembrie. Rupert a devenit Prinț Moștenitor.
Maria Gabriela a murit de insuficiență renală cu un an înainte și nu a fost niciodată Prințesă Moștenitoare a Bavariei. Mai târziu, soțul ei s-a recăsătorit cu verișoara ei primară, Prințesa Antoinette de Luxemburg, la 26 august 1918.
Maria Gabriela a fost înmormântată în Theatinerkirche din München. Singurul copil care a supraviețuit copilăriei a fost cel de-al doilea fiu al ei, Albrecht.

### Copii
- Prințul Luitpold Maximilian Ludovic Carol al Bavariei (8 mai 1901 – 27 august 1914), a murit de poliomelită.
- Prințesa Irmingard Maria Tereza José Cäcilia Adelheid Mihaela Antonia Adelgunde a Bavariei (21 septembrie 1902 – 21 aprilie 1903), a murit de difterie.
- O fetiță (1906), născută moartă.
- Albert, Duce de Bavaria (3 mai 1905 – 8 iulie 1996)
- Prințul Rudolf Frederic Rupert al Bavariei (30 mai 1909 – 26 iunie 1912), a murit de diabet.